# 키프로스컵 (여자 축구)
키프로스컵(Cyprus Cup)은 2008년부터 매년 키프로스에서 열리는 국제 여자 축구 대회이다. 12개 여자 축구 국가대표팀이 참가한다. 알가르브컵과 마찬가지로 매년 열린다.

## 대회 방식
대회 진행 방식은 알가르브컵과 동일하다. 조별 예선은 라운드 로빈 방식으로 진행되며 각 조마다 4개 팀이 편성된다. A조와 B조는 여자 축구에서 강팀으로 평가받고 있는 8개 팀이 속해 있으며 C조는 이들 팀보다 떨어지는 팀으로 평가받고 있는 4개 팀이 속해 있다. 조별 예선 결과에 따라 각 팀은 순위 결정전에 진출한다.
- 11위 결정전 - C조 3위 팀과 C조 4위 팀
- 9위 결정전 - C조 2위 팀과 A조 · B조 4위 팀 가운데 성적이 나쁜 팀
- 7위 결정전 - C조 1위 팀과 A조 · B조 4위 팀 가운데 성적이 좋은 팀
- 5위 결정전 - A조 3위 팀과 B조 3위 팀
- 3위 결정전 (3·4위전) - A조 2위 팀과 B조 2위 팀
- 1위 결정전 (결승전) - A조 1위 팀과 B조 1위 팀

## 결과
| 연도   | 결승전                                      | 결승전                                      | 결승전                                      | 3·4위전                                     | 3·4위전                                     | 3·4위전                                     |
| 연도   | 우승                                        | 점수                                        | 준우승                                      | 3위                                         | 점수                                        | 4위                                         |
| ------ | ------------------------------------------- | ------------------------------------------- | ------------------------------------------- | ------------------------------------------- | ------------------------------------------- | ------------------------------------------- |
| 2008년 | 캐나다                                      | 3–2                                         | 미국 U-20                                   | 일본                                        | 2–1                                         | 네덜란드                                    |
| 2009년 | 잉글랜드                                    | 3–1                                         | 캐나다                                      | 프랑스                                      | 1–1 (연장) 6–5 (승부차기)                   | 뉴질랜드                                    |
| 2010년 | 캐나다                                      | 1–0                                         | 뉴질랜드                                    | 네덜란드                                    | 4–0                                         | 스위스                                      |
| 2011년 | 캐나다                                      | 2–1                                         | 네덜란드                                    | 프랑스                                      | 3–0                                         | 스코틀랜드                                  |
| 2012년 | 프랑스                                      | 2–0                                         | 캐나다                                      | 이탈리아                                    | 3–1                                         | 잉글랜드                                    |
| 2013년 | 잉글랜드                                    | 1–0                                         | 캐나다                                      | 뉴질랜드                                    | 2–1                                         | 스위스                                      |
| 2014년 | 프랑스                                      | 2–0                                         | 잉글랜드                                    | 대한민국                                    | 1–1 (연장) 3–1 (승부차기)                   | 스코틀랜드                                  |
| 2015년 | 잉글랜드                                    | 1–0                                         | 캐나다                                      | 멕시코                                      | 3–2                                         | 이탈리아                                    |
| 2016년 | 오스트리아                                  | 2–1                                         | 폴란드                                      | 이탈리아                                    | 3–1                                         | 체코                                        |
| 2017년 | 스위스                                      | 1–0                                         | 대한민국                                    | 조선민주주의인민공화국                      | 2–0                                         | 아일랜드                                    |
| 2018년 | 스페인                                      | 2–0                                         | 이탈리아                                    | 조선민주주의인민공화국                      | 2–0                                         | 스위스                                      |
| 2019년 | 조선민주주의인민공화국                      | 3–3 (연장) 7–6 (승부차기)                   | 이탈리아                                    | 벨기에                                      | 0–0 (연장) 3–2 (승부차기)                   | 오스트리아                                  |
| 2020년 | 크로아티아                                  | 라운드 로빈                                 | 핀란드                                      | 멕시코                                      | 라운드 로빈                                 | 체코                                        |
| 2021년 | 코로나19 범유행의 여파로 인하여 열리지 않음 | 코로나19 범유행의 여파로 인하여 열리지 않음 | 코로나19 범유행의 여파로 인하여 열리지 않음 | 코로나19 범유행의 여파로 인하여 열리지 않음 | 코로나19 범유행의 여파로 인하여 열리지 않음 | 코로나19 범유행의 여파로 인하여 열리지 않음 |
| 2022년 | 코로나19 범유행의 여파로 인하여 열리지 않음 | 코로나19 범유행의 여파로 인하여 열리지 않음 | 코로나19 범유행의 여파로 인하여 열리지 않음 | 코로나19 범유행의 여파로 인하여 열리지 않음 | 코로나19 범유행의 여파로 인하여 열리지 않음 | 코로나19 범유행의 여파로 인하여 열리지 않음 |
| 2023년 | 핀란드                                      | 라운드 로빈                                 | 크로아티아                                  | 루마니아                                    | 라운드 로빈                                 | 헝가리                                      |

## 통산 기록
| 팀                     | 우승                 | 준우승                     | 3위            | 4위                  |
| ---------------------- | -------------------- | -------------------------- | -------------- | -------------------- |
| 캐나다                 | 3 (2008, 2010, 2011) | 4 (2009, 2012, 2013, 2015) |                |                      |
| 잉글랜드               | 3 (2009, 2013, 2015) | 1 (2014)                   |                | 1 (2012)             |
| 프랑스                 | 2 (2012, 2014)       |                            | 2 (2009, 2011) |                      |
| 크로아티아             | 1 (2020)             | 1 (2023)                   |                |                      |
| 핀란드                 | 1 (2023)             | 1 (2020)                   |                |                      |
| 조선민주주의인민공화국 | 1 (2019)             |                            | 2 (2017, 2018) |                      |
| 스위스                 | 1 (2017)             |                            |                | 3 (2010, 2013, 2018) |
| 오스트리아             | 1 (2016)             |                            |                | 1 (2019)             |
| 스페인                 | 1 (2018)             |                            |                |                      |
| 이탈리아               |                      | 2 (2018, 2019)             | 2 (2012, 2016) | 1 (2015)             |
| 네덜란드               |                      | 1 (2011)                   | 1 (2010)       | 1 (2008)             |
| 뉴질랜드               |                      | 1 (2010)                   | 1 (2013)       | 1 (2009)             |
| 대한민국               |                      | 1 (2017)                   | 1 (2014)       |                      |
| 폴란드                 |                      | 1 (2016)                   |                |                      |
| 미국 U-20              |                      | 1 (2008)                   |                |                      |
| 멕시코                 |                      |                            | 2 (2015, 2020) |                      |
| 일본                   |                      |                            | 1 (2008)       |                      |
| 벨기에                 |                      |                            | 1 (2019)       |                      |
| 루마니아               |                      |                            | 1 (2023)       |                      |
| 스코틀랜드             |                      |                            |                | 2 (2011, 2014)       |
| 체코                   |                      |                            |                | 2 (2016, 2020)       |
| 아일랜드               |                      |                            |                | 1 (2017)             |
| 헝가리                 |                      |                            |                | 1 (2023)             |